# Polska Federacja Scrabble
Polska Federacja Scrabble – stowarzyszenie, którego celem jest propagowanie znajomości języka polskiego przez grę w scrabble.
PFS została założona w Białymstoku 16 lutego 1997 roku, rozpoczęła swoją działalność 16 sierpnia 1997, kiedy to odbyło się Walne Zgromadzenie Członków PFS oraz wybór władz. Od 2016 prezesem Federacji jest Rafał Wesołowski, a poprzednimi prezesami byli: Sylwia Buks (2012–2014), Krzysztof Sporczyk (2010–2012), Karol Wyrębkiewicz (2006–2010 oraz 2014–2016), Mariusz Skrobosz (2005–2006) oraz Andrzej Lożyński (1997–2005). Od 2006 roku siedzibą stowarzyszenia jest Warszawa.
Stowarzyszenie ma charakter otwarty, tzn. jego członkiem może zostać każdy, kto wypełni deklarację członkowską i zobowiąże się do przestrzegania Statutu PFS.
PFS organizuje mistrzostwa Polski w Scrabble, trzyma piecze nad polskimi turniejami Scrabble, a także nadaje uprawnienia sędziom turniejowym i prowadzi rejestr polskich klubów Scrabble.